# Plenocaris
Plenocaris es un género extinto de artrópodo himenocarino conocido de los esquistos de Burgess y Maotianshan, de diferentes etapas del Cámbrico de Columbia Británica (Canadá) y de la Provincia de Yunnan (China).

## Descubrimiento y Etimología

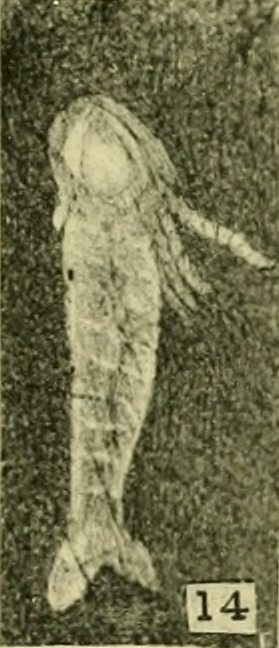
Fósil de Plenocaris plena

Los primeros fósiles de Plenocaris se describieron en 1912 en base a fósiles de esquistos de Burgess, sin embargo fueron identificados originalmente como Yohoia? plena, género descrito en el mismo artículo. En 1974 Wittington redescribió los especímenes asignados a esta especie como pertenecientes a su propio género, irguiendo la especie tipo, y de momento única; Plenocaris plena. Se conocen 106 especímenes de Plenocaris plena de Burgess, componiendo 0.20% de la comunidad artrópoda. En 1999 Hou y Bergström describieron fósiles de la especie de los más antiguos esquistos de Maotianshan.
El nombre específico viene del latín plenus, "lleno", y del griego caris, "gamba" o "cangrejo". El nombre específico de la especie tipo viene también de plenus.

## Descripción
Plenocaris plena medía cerca de 14 mm, Su cuerpo estaba compuesto de alrededor de 13 segmentos, solamente poseía extremidades en el área bajo las conchas. Un tercio de su cuerpo se veía cubierto por su caparazón bivalvo, del cual solo salían sus antenas parcialmente cubiertas por setas.